# Vampire Girl vs. Frankenstein Girl
Vampire Girl vs. Frankenstein Girl (吸血少女対少女フランケン?, Kyūketsu Shōjo tai Shōjo Furanken) è un film gore giapponese del 2009. È stato diretto da Yoshihiro Nishimura e Naoyuki Tomomatsu ed è stato presentato in anteprima al New York Asian Film Festival nel giugno 2009. È basato sull'omonimo manga di Shungiku Uchida.

## Trama
In un tipico liceo di Tokyo un vampiro perennemente adolescente di nome Monami (Yukie Kawamura) si innamora del suo compagno di classe, Mizushima (Takumi Saito), che sembra essere già il fidanzato riluttante della figlia del vice preside / professore di scienze, Keiko (Eri Otoguro), un leader di una banda di Sweet Lolita. Il triangolo amoroso che segue porta Keiko a cercare l'assistenza di suo padre che, all'insaputa di sua figlia, diventa uno scienziato pazzo vestito di Kabuki con l'infermiera della scuola come suo assistente. La coppia sperimenta sugli studenti nel seminterrato della scuola sperando di scoprire il segreto della rianimazione dei cadaveri (simile al lavoro di Victor Frankenstein). Le loro speranze trovano risposta quando scoprono che una soluzione del sangue di Monami possiede le proprietà per dare vita a parti di corpi morti e oggetti inanimati.
La storia inizia a svolgersi dopo che Mizushima accetta con noncuranza un honmei choco addizionato del sangue di Monami, trasformandolo in un mezzo vampiro. Quando Keiko scopre il loro segreto, attacca Monami ma nel frattempo si getta accidentalmente dal tetto della scuola. La sua morte prematura porta suo padre a usare la soluzione del sangue per trasformarla in un feroce mostro di Frankenstein determinato a vendicarsi contro Monami. Da quel momento in poi Monami e Keiko si combattono per conquistare il cuore di Mizushima, indipendentemente dai suoi sentimenti nei confronti di entrambi. Monami alla fine uccide Keiko usando i suoi poteri per trasformare le goccioline del suo sangue in punte che strappano la carne dal corpo di quest'ultimo e lascia il suo scheletro impalato in cima alla Tokyo Tower . Alla fine il padre di Keiko si trasforma in una forma di vita composita avanzata Franken con l'uso del sangue di Monami, e viene rivelato che Igor è stato trasformato in un vampiro da Monami cento anni fa, e che Mizushima è solo uno in una lunga serie di fidanzati.

## Riferimenti culturali
Il film parodia le sottoculture prevalenti in Giappone, tra cui ganguro e Lolita . Il taglio del polso è un tema che ritorna dal film di Nishimura del 2008, Tokyo Gore Police .

## Distribuzione
Negli Stati Uniti, il film è uscito il 26 giugno 2009 da American Film Market .